# Клокачёв, Пётр Николаевич
Пётр Николаевич Клокачёв (1863 — 1917) — русский военный инженер, педагог и редактор, генерал-майор, заслуженный профессор Николаевской инженерной академии.

## Биография
В службу вступил в 1881 году после окончания Александровского кадетского корпуса. В 1881 году после окончания Николаевского инженерного училища, произведён в подпоручики и выпущен в Гренадерский сапёрный батальон. В 1886 году произведён в поручики, в 1889 году в штабс-капитаны.
В 1890 году после окончания  Николаевской инженерной академии по I разряду с назначением состоять в распоряжении начальника инженеров Петербургский военный округ. В 1893 году произведён в капитаны.
В 1896 году назначен репетитором, с 1897 года преподавателем   НИА и НИУ. В 1897 году произведён в подполковники, в 1901 году за отличие по службе в полковники. В 1902 году после защиты первой диссертации назначен экстраординарным профессором НИА. В 1905 году для изучения современного состояния фортификации иностранных армий был командирован в Германию, Францию и Бельгию. В 1907 году после защиты второй диссертации назначен ординарным профессором НИА. В 1908 году за отличие по службе произведён в генерал-майоры.
С 1909 года помимо основной преподавательской деятельности был назначен постоянным членом Комитета Главного военно-технического управления, так же преподавал фортификацию в Павловском военном, Константиновском и Михайловском артиллерийских училищах и Михайловской артиллерийской академии. С января 1912 года одновременно был назначен редактором «Инженерного журнала» и высочайшим приказом получил звание заслуженный ординарный профессор НИА.
Во время Первой мировой войны с 1916 года назначен руководителем работ в Лифляндии. В 1917 году скоропостижно скончался на Румынском фронте, похоронен в Петрограде на Свято-Троицкой Александро-Невской Лавре

## Награды
Награждён всеми орденами Российской империи вплоть до ордена Святого Владимира 2-й степени высочайше пожалованного ему 21.12.1916 года.